# Saint-Rédempteur
 (octobre 2010).
Si vous disposez d'ouvrages ou d'articles de référence ou si vous connaissez des sites web de qualité traitant du thème abordé ici, merci de compléter l'article en donnant les références utiles à sa vérifiabilité et en les liant à la section « Notes et références ».
Saint-Rédempteur est l'un des dix quartiers de la ville de Lévis et l'un des trois situés dans l'arrondissement Les Chutes-de-la-Chaudière-Ouest au Québec. La ville est née de la mission Saint-Rédempteur.	
Saint-Rédempteur était une municipalité située dans la région administrative de Chaudière-Appalaches. En 2002, à la suite de bon nombre de fusions municipales, elle fut l'une des neuf villes fusionnées à Lévis.

## Démographie
| 1921 | 1931 | 1941 | 1951 | 1956 | 1961  | 1966  | 1971  | 1976  |
| ---- | ---- | ---- | ---- | ---- | ----- | ----- | ----- | ----- |
| 537  | 657  | 680  | 757  | 872  | 1 035 | 1 287 | 1 652 | 3 031 |

| 1981  | 1986  | 1991  | 1996  | 2001  | 2006 | 2011 | 2016 | - |
| ----- | ----- | ----- | ----- | ----- | ---- | ---- | ---- | - |
| 4 463 | 5 033 | 5 862 | 6 358 | 6 349 | -    | -    | -    | - |

## Lieux d'enseignement
- École primaire du Tournesol
- École primaire Dominique Savio

## Lieux de culte
La population de Saint-Rédempteur étant majoritairement catholique, la municipalité ne possède qu'une église située au centre du village, en face de l'École du Tournesol.

## Faits divers
C'est dans cette municipalité qu'a été implanté, pour la première fois, Le mouvement Les Aidants scolaires, en 2007. En effet, l'école de la Ruche, à Saint-Rédempteur, a été la première à profiter de cette structure visant à favoriser l'implication bénévole des citoyens dans les écoles de quartier.